# レアンドロ・バレイロ
レアンドロ・バレイロ・マルティンス（Leandro Barreiro Martins ,  2000年1月3日 - ）は、ルクセンブルク・ディーキルヒ州エルペルダンジュ出身のプロサッカー選手。SLベンフィカ所属。ポジションはMF。

## 来歴
ユース時代をラシンFCユニオン・ルクセンブルクなどで過ごし、2016年に1.FSVマインツ05のユースチームに入団。2018年11月4日にトップチーム昇格が決まり、2022年までの契約を締結。2019年2月8日のバイエル・レバークーゼン戦でプロデビュー。2019-20シーズン開幕前のキャンプでは、チームの若手注目株として注目された。
2024年、SLベンフィカに移籍した。

## ルクセンブルク代表
2016年からユース世代のルクセンブルク代表に招集。プロデビュー前の2018年には、早くもフル代表に選出され、3月22日のマルタ戦で、フル代表初出場。2019年3月21日のUEFA EURO 2020予選・リトアニア戦で、代表初ゴールを決めた。